# نلسون کرگ
نلسون کرگ (انگلیسی: Nelson Cragg؛ زادهٔ ۷ آوریل ۱۹۷۸) فیلم‌بردار و کارگردان تلویزیونی اهل ایالات متحده آمریکا است. وی از سال ۲۰۰۲ میلادی تاکنون مشغول فعالیت بوده‌است.